# Hydrornis
Hydrornis – rodzaj ptaków z rodziny kurtaczków (Pittidae).

## Zasięg występowania
Rodzaj obejmuje gatunki występujące w południowej i południowo-wschodniej Azji.

## Morfologia
Długość ciała 16–29 cm; masa ciała 56–202 g.

## Systematyka
Rodzaj zdefiniował w 1837 roku angielski etnolog i przyrodnik Brian Houghton Hodgson w artykule poświęconym trzem nowym rodzajom lub podrodzajom drozdopodobnych ptaków, opublikowanym w czasopiśmie „The journal of the Asiatic Society of Bengal”. Gatunkiem typowym jest (oznaczenie monotypowe) kurtaczek modrokarkowy (H. nipalensis). Jednak nazwa – Paludicola – którą Hodgson nadał nowemu rodzajowi okazała się młodszym homonimem rodzaju płazów opisanego w 1830 roku, dlatego w 1843 roku angielski zoolog Edward Blyth nadał rodzajowi ptaków nową nazwę – Hydrornis.

### Etymologia
- Paludicola: łac. paludicola ‘mieszkaniec bagna’, od palus, paludis ‘bagno, mokradło’; -cola ‘mieszkaniec’, od colere ‘mieszkać’[11].
- Hydrornis: gr. ὑδρο- hudro- ‘wodny’, od ὑδωρ hudōr, ὑδατος hudatos ‘woda’; ορνις ornis, ορνιθος ornithos ‘ptak’[12].
- Heleornis: gr. ἑλος helos, ἑλεος heleos ‘bagno’; ορνις ornis, ορνιθος ornithos ‘ptak’[13].
- Eucichla: gr. ευ eu ‘ładny, piękny’; κιχλη kikhlē ‘drozd’[14]. Gatunek typowy (późniejsze oznaczenie): Pitta elegans Temminck, 1836[15].
- Gigantipitta: łac. gigas, gigantis ‘olbrzymi’, od gr. γιγα gigas, γιγαντος gigantos ‘olbrzymi’; rodzaj Pitta Vieillot, 1816 (kurtaczek)[16]. Gatunek typowy: Bonaparte wymienił kilka gatunków – Myiothera caerulea Raffles, 1822, Pitta cyanea Blyth, 1843, Paludicola nipalensis Hodgson, 1837 i Pitta maxima S. Müller & Schlegel, 1845 – z których gatunkiem typowym jest (późniejsze oznaczenie) Myiothera caerulea Raffles, 1822[17].
- Iridipitta: gr. ιρις iris, ιριδος iridos ‘tęcza’; rodzaj Pitta Vieillot, 1816 (kurtaczek)[18]. Gatunek typowy: Bonaparte wymienił dwa gatunki – Pitta baudii S. Müller & Schlegel, 1839 i Pitta iris Gould, 1842 – z których gatunkiem typowym jest (późniejsze oznaczenie) Pitta baudii S. Müller & Schlegel, 1839[17].
- Merulanthus: zbitka wyrazowa nazw rodzajów: Merula Boddaert, 1783 (drozd) oraz Anthus Bechstein, 1805 (świergotek)[19]. Gatunek typowy (oznaczenie monotypowe): Pitta phayrei Blyth, 1862.
- Anthocincla: Rodzaj Anthus Bechstein, 1805 (świergotek); łac. cinclus ‘drozd’, od gr. κιγκλος kinklos ‘mały, niezidentyfikowany przybrzeżny ptak’[20]. Gatunek typowy (oznaczenie monotypowe): Pitta phayrei Blyth, 1862.
- Leucopitta: gr. λευκος leukos ‘biały’; rodzaj Pitta Vieillot, 1816 (kurtaczek)[21]. Gatunek typowy: Elliot wymienił dwa gatunki – Pitta cyanea Blyth, 1843 i Pitta maxima S. Müller & Schlegel, 1845 – z których gatunkiem typowym jest (późniejsze oznaczenie) Pitta cyanea Blyth, 1843[22].
- Insignipitta: łac. insignis ‘godny uwagi’, od in ‘w kierunku’; signum ‘znak, wskazówka’; rodzaj Pitta Vieillot, 1816 (kurtaczek)[23]. Gatunek typowy: Elliot wymienił dwa gatunki – Pitta elliotii Oustalet, 1874 i Pitta Gurneyi Hume, 1875 – z których gatunkiem typowym jest (późniejsze oznaczenie) Pitta elliotii Oustalet, 1874[23].
- Ornatipitta: łac. ornatus ‘strojny’, od ornare ‘stroić’; rodzaj Pitta Vieillot, 1816 (kurtaczek)[24]. Gatunek typowy (oryginalne oznaczenie): Turdus guajanus Statius Muller, 1776.

### Podział systematyczny
Do rodzaju należą następujące gatunki:
- Hydrornis phayrei (Blyth, 1862) – kurtaczek uszaty
- Hydrornis caerulea (Raffles, 1822) – kurtaczek olbrzymi
- Hydrornis schneideri (E. Hartert, 1909) – kurtaczek rdzawogłowy
- Hydrornis oatesi Hume, 1873 – kurtaczek rudy
- Hydrornis soror (Wardlaw Ramsay, 1881) – kurtaczek niebieskorzytny
- Hydrornis nipalensis (Hodgson, 1837) – kurtaczek modrokarkowy
- Hydrornis cyanea (Blyth, 1843) – kurtaczek niebieski
- Hydrornis gurneyi (Hume, 1875) – kurtaczek czarnobrzuchy
- Hydrornis elliotii (Oustalet, 1874) – kurtaczek prążkowany
- Hydrornis baudii (S. Müller & Schlegel, 1839) – kurtaczek modrogłowy
- Hydrornis irena (Temminck, 1836) – kurtaczek malajski
- Hydrornis guajanus (Statius Müller, 1776) – kurtaczek prążkobrzuchy
- Hydrornis schwaneri (Bonaparte, 1850) – kurtaczek złotawy